# Xylotype
Xylotype är ett släkte av fjärilar. Xylotype ingår i familjen nattflyn.
Kladogram enligt Catalogue of Life:
| Xylotype | \| \| Xylotype arcadia \| \| \| \| \| \| Xylotype capax \| \| \| \| |
|          | \| \| Xylotype arcadia \| \| \| \| \| \| Xylotype capax \| \| \| \| |
|          | Xylotype arcadia                                                    |
|          |                                                                     |
|          | Xylotype capax                                                      |
|          |                                                                     |